# Krasne Folwarczne (gromada)
Krasne Folwarczne – dawna gromada, czyli najmniejsza jednostka podziału terytorialnego Polskiej Rzeczypospolitej Ludowej w latach 1954–1972.
Gromady, z gromadzkimi radami narodowymi (GRN) jako organami władzy najniższego stopnia na wsi, funkcjonowały od reformy reorganizującej administrację wiejską przeprowadzonej jesienią 1954 do momentu ich zniesienia z dniem 1 stycznia 1973, tym samym wypierając organizację gminną w latach 1954–1972.
Gromadę Krasne Folwarczne z siedzibą GRN w Krasnem Folwarcznym utworzono – jako jedną z 8759 gromad – w powiecie sokólskim w woj. białostockim, na mocy uchwały nr 22/V WRN w Białymstoku z dnia 4 października 1954. W skład jednostki weszły obszary dotychczasowych gromad Krasne Folwarczne, Dobrzyniówka, Stok, Brzozówka Folwarczna, Wojtachy, Brody, Brzozówka Ziemiańska, Brzozówka (Koronna), Krasne Małe i Krasne Stare ze zniesionej gminy Korycin w tymże powiecie. Dla gromady ustalono 12 członków gromadzkiej rady narodowej.
31 grudnia 1959 z gromady Krasne Folwarczne wyłączono wsie Brody, Brzozówka Koronna, Brzozówka Ziemiańska, Stok i Wojtachy oraz kolonie Podbrzozówka i Czarlona, włączając je do znoszonej gromady Zdroje, po czym gromadę Krasne Folwarczne przyłączono do powiatu monieckiego, gdzie równocześnie została zniesiona, a jej obszar włączony do gromady Jasionówka